# Ivan Litvinovič
Ivan Uladzimiravič Litvinovič (in bielorusso Іван Уладзіміравіч Літвіновіч?; Vilejka, 26 giugno 2001) è un ginnasta bielorusso, specializzato nel trampolino elastico, disciplina di cui è stato campione olimpico ai Giochi di Tokyo 2020 e Parigi 2024.

## Biografia
Ha fatto parte della spedizione bielorussa ai Giochi olimpici giovanili di Buenos Aires 2018 classificandosi quarto nel trampolino individuale e quattordicesimo nella prova mista a squadre.
Ai mondiali di Tokyo 2019 si è laureato campione iridato nel trampolino a squadre con i connazionali Uladzislaŭ Hančaroŭ, Aleh Rabcaŭ e Aljaksej Dudaraŭ ed ha ottenuto l'argento nell'individuale alle spalle del cinese Gao Lei.
Ha rappresentato la Bielorussia ai Giochi olimpici estivi di Tokyo 2020 e ha vinto la medaglia d'oro nel trampolino individuale, precedendo sul podio il cinese Dong Dong ed il neozelandese Dylan Schmidt.
Ha rappresentato gli Atleti Individuali Neutrali ai Giochi olimpici estivi di Parigi 2024 e ha vinto la medaglia d'oro nel trampolino individuale.

## Palmarès
- Giochi olimpici

Tokyo 2020: oro nel trampolino individuale
Parigi 2024: oro nel trampolino individuale
- Mondiali

Tokyo 2019: oro nel trampolino a squadre; argento nel trampolino individuale;